# Сен-Леон (Аверон)
Сен-Лео́н (фр. Saint-Léons, окс. Sant Liòns) — коммуна во Франции, находится в регионе Окситания. Департамент — Аверон. Входит в состав кантона Везен-де-Левезу. Округ коммуны — Мийо.
Код INSEE коммуны — 12238.
Коммуна расположена приблизительно в 520 км к югу от Парижа, в 145 км северо-восточнее Тулузы, в 36 км к юго-востоку от Родеза.

## Население
Население коммуны на 2008 год составляло 347 человек.
| 1962 | 1968 | 1975 | 1982 | 1990 | 1999 | 2008 |
| ---- | ---- | ---- | ---- | ---- | ---- | ---- |
| 284  | 291  | 306  | 308  | 288  | 301  | 347  |

## Экономика
В 2007 году среди 219 человек в трудоспособном возрасте (15—64 лет) 146 были экономически активными, 73 — неактивными (показатель активности — 66,7 %, в 1999 году было 60,8 %). Из 146 активных работали 141 человек (80 мужчин и 61 женщина), безработными были 5 женщин. Среди 73 неактивных 12 человек были учениками или студентами, 13 — пенсионерами, 48 были неактивными по другим причинам.

## Достопримечательности
- Дольмен Бальдар. Памятник истории с 1994 года[3]
- Замок XV века
- Руины монастыря X века

## Фотогалерея

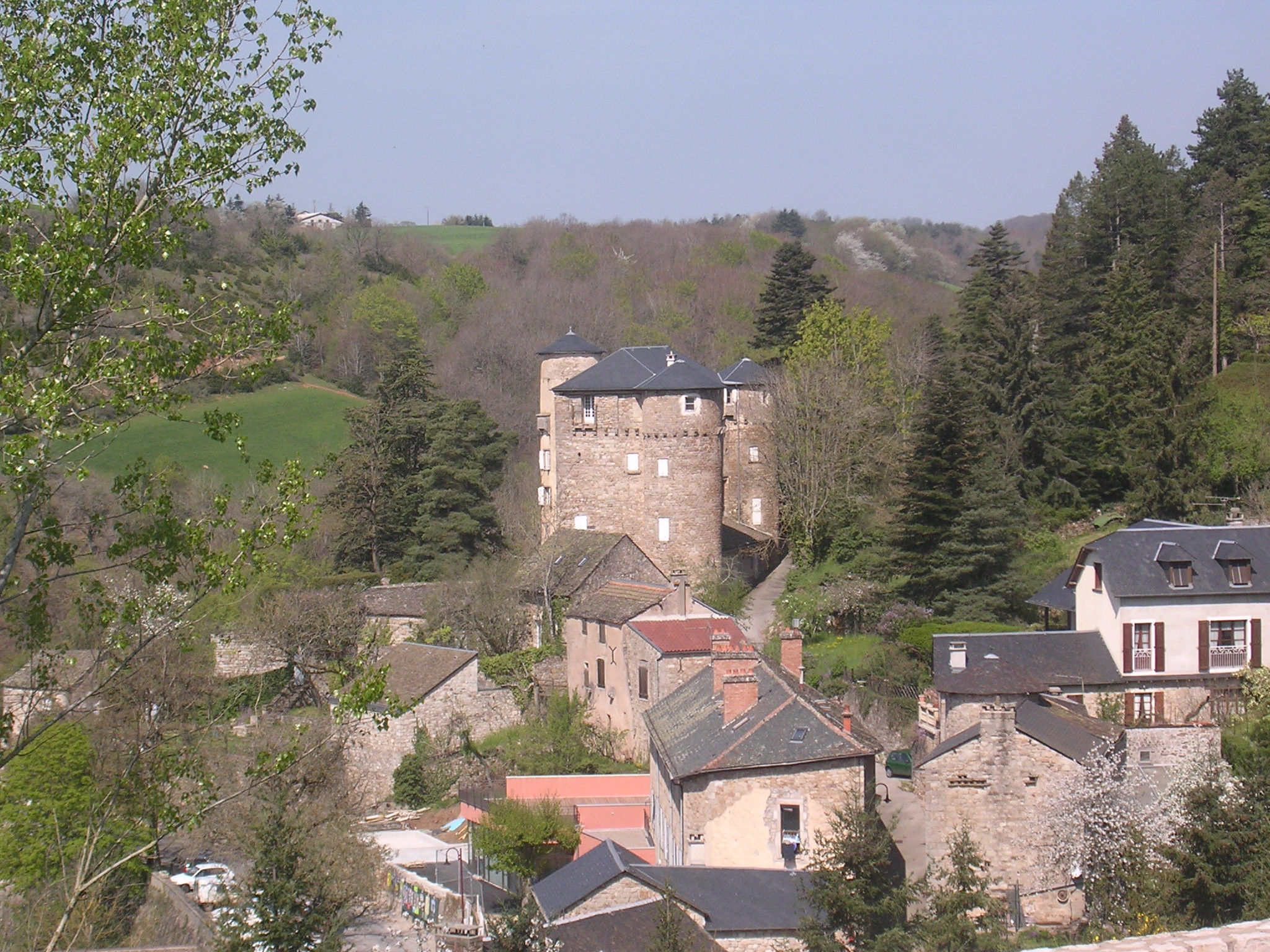
Сен-Леон
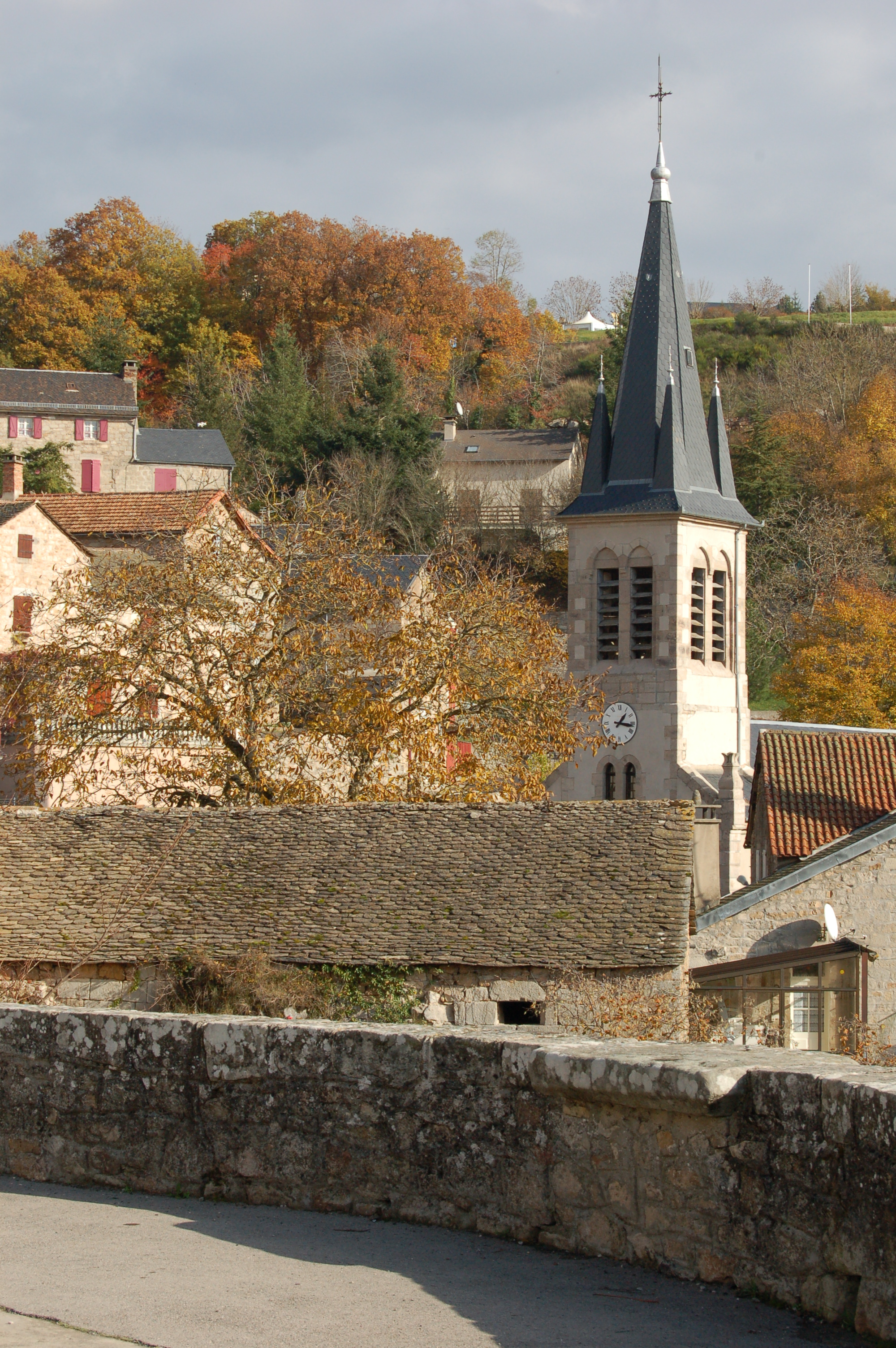
Церковь
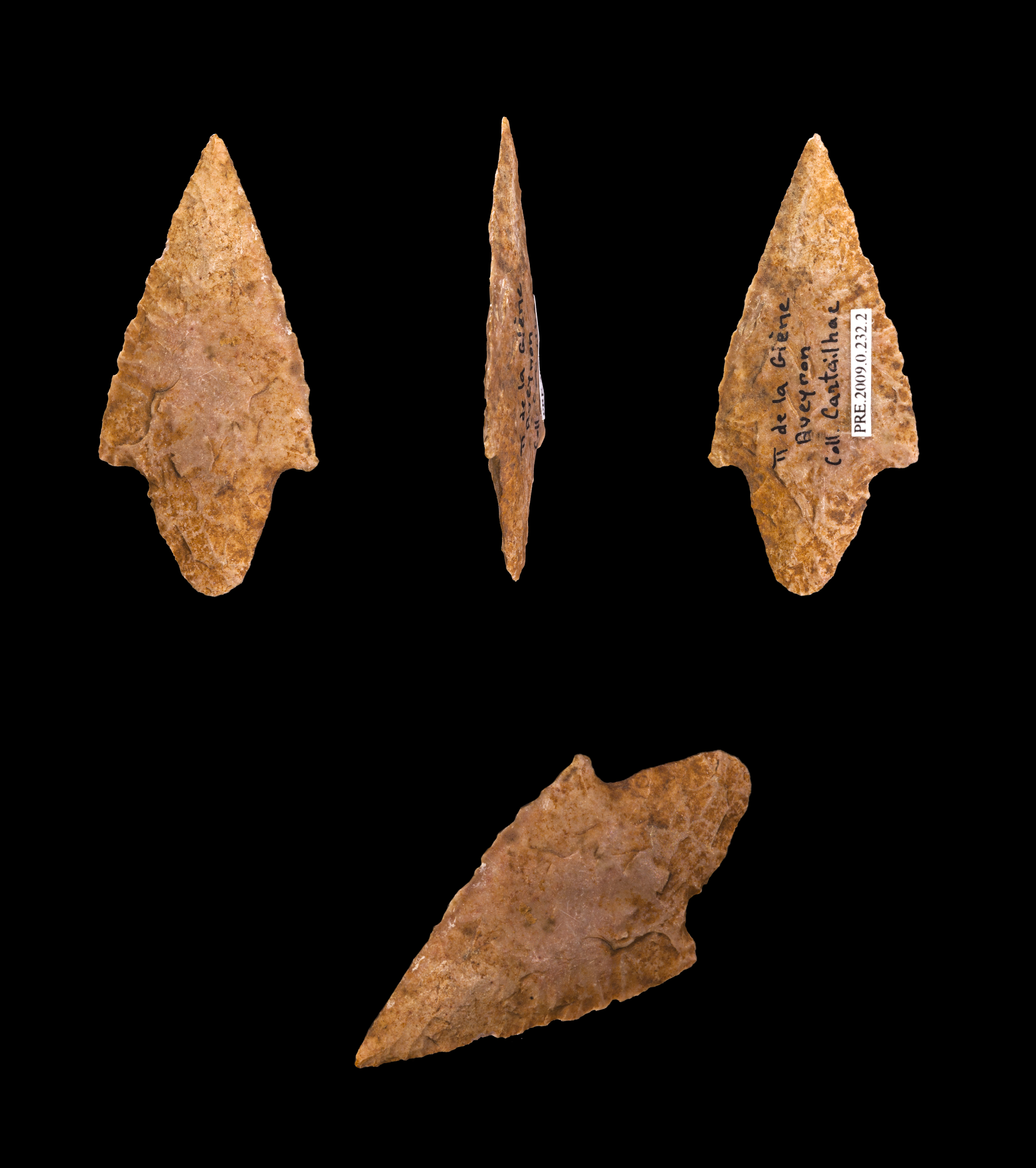
Каменные наконечники стрел, найденные около Сен-Леона
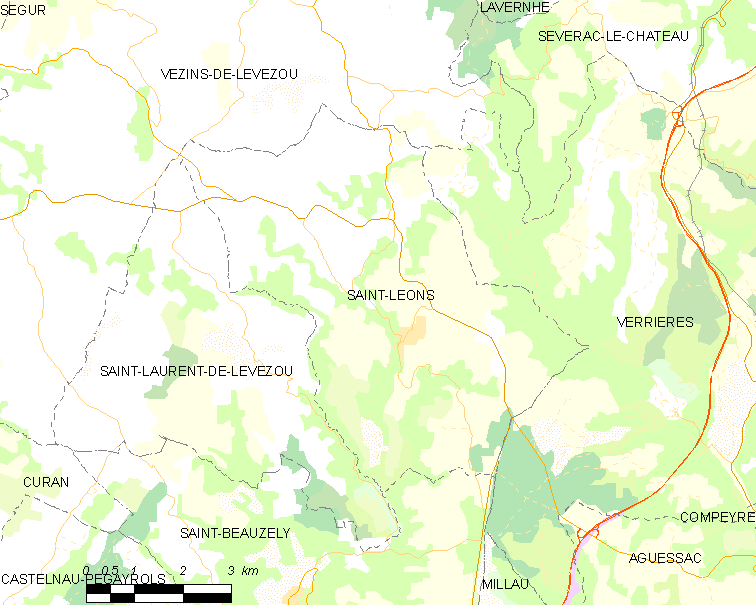
Карта коммуны